# Hyphinoe cornuta
Hyphinoe cornuta är en insektsart som beskrevs av William Lucas Distant. Hyphinoe cornuta ingår i släktet Hyphinoe och familjen hornstritar. Inga underarter finns listade i Catalogue of Life.